# Fabien Incardona
Fabien Incardona, né le 18 mai 1985 à Six-Fours-les-Plages (Var), est un auteur-compositeur-interprète français d'origine sicilienne.
Il débute dans la musique à l’âge de seize ans. Depuis 2001 il s’est produit sur les scènes nationales et internationales avec les comédies musicales Roméo et Juliette, La Légende du roi Arthur et Siddhartha, l'opéra rock. Il crée son groupe de rock en 2011 puis se lance dans une carrière solo en 2014.

## Biographie

### Débuts
Fabien Incardona étudie le chant et la comédie dès l'âge de huit ans. Il se produit sur scène dans différents groupes et spectacles. Il participe à l'âge de vingt ans à l'émission de Pascal Sevran Entrées d'Artistes sur France 2 pendant six mois. Il est finaliste du télé-crochet, qui comptait au départ 4 000 candidats, ce qui lui permet de se présenter à la sélection pour le Concours Eurovision de la chanson 2006 intitulée Eurovision 2006 : Et si c'était vous ?. Lors de la finale diffusée sur France 3, grâce aux votes des téléspectateurs et du jury présidé par Charles Aznavour, il se classe second derrière Virginie Pouchain qui est choisie pour représenter la France cette année-là.
L'année suivante, Fabien Incardona rejoint la comédie musicale Roméo et Juliette, les enfants de Vérone de Gérard Presgurvic pour une tournée en Asie pendant six mois et des représentations au Palais des Congrès de Paris.
En 2011, il s'installe à Paris et influencé par Queen et The Doors, il devient le chanteur d'un groupe de rock Gravity off. Un EP est édité et le groupe se produit sur quelques scènes parisiennes.

### 2014: carrière solo

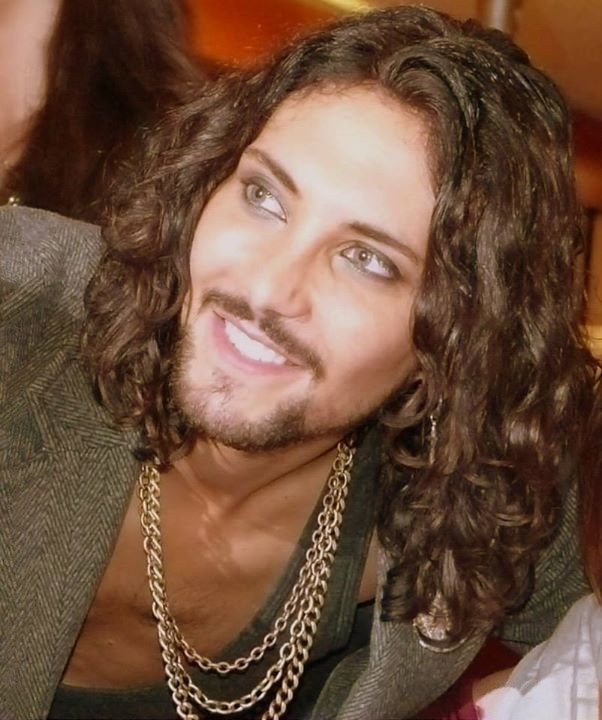
Fabien Incardona (2014)

En janvier 2014, Fabien Incardona participe à la saison 3 de The Voice, la plus belle voix. Il interprète Wuthering Heights de Kate Bush mais aucun coach (Florent Pagny, Garou, Jenifer, Mika) ne le choisit. Cette opportunité médiatique lui permet de financer un EP Change financé par 201 producteurs sur la plateforme participative MyMajorCompany. Cet EP de 6 titres essentiellement en anglais sauf le single Ce que nous sommes est présenté à la Boule Noire en octobre 2014. Le single fait l'objet d'un clip tourné en Islande.
Ce même-mois, Fabien Incardona est candidat au nouveau télé-crochet de M6 Rising Star. Il participe à deux émissions. Dove Attia, le producteur des comédies musicales de Mozart, l'opéra rock et 1789, les amants de la Bastille entre autres le remarque et lui propose le rôle de Méléagant dans son nouveau spectacle La Légende du roi Arthur.

### La Légende du roi Arthur(2015)
En septembre 2015, les représentations de La Légende du roi Arthur débutent au Palais des Congrès de Paris puis s'ensuit une tournée jusqu'en 2016. Florent Mothe, Charlie Boisseau, Zaho, Camille Lou et David Alexis font également partie de la distribution. Pour ce rôle complexe, il travaille davantage son jeu d'acteur et apprend le maniement de l'épée. Ses qualités vocales et scéniques sont particulièrement remarquées par la presse et font de lui la révélation de ce spectacle,,. « À douze ans, je rêvais de chanter devant des milliers de personnes pour une comédie musicale, alors que [...] je n’avais aucun contact avec le monde du show business. J’y suis arrivé car j’y croyais et je me suis battu. » La troupe est nommée aux NRJ Music Awards dans la catégorie de la Meilleure troupe francophone.

### INCA: albumJe vivraiet EPJe me sens vivant
Bien que révélation, mais n’étant pas signé dans un label ou une maison de disques, Fabien Incardona se lance en 2017 dans un nouveau concept pour promouvoir ses compositions : INCA, diminutif de son nom de famille. Il sort l'album Je vivrai, arrangé par Jérémy Poligné et composé de 12 titres pop rock en français grâce à un financement participatif,. « J’ai commencé à composer cet album à l’âge de quinze ans. Ces chansons retracent un peu mon parcours de l'âge de quinze ans jusqu’à aujourd’hui. Cet album est autobiographique au niveau des textes mais de façon poétique. On me retrouve dans ces chansons mais ce n’est pas du mot à mot ; c’est plus par des énergies, des sensations et des humeurs qui ressortent. Il est question dans cet album d’un parcours assez difficile pour réaliser ses rêves. »
En septembre 2018, il édite un nouvel EP intitulé Je me sens vivant composé de 5 titres écrits en Islande et arrangé par Syrius (Zaz, Vianney) qui apporte une touche électro. Un clip à l'aspect cinématographique est réalisé par Thierry Vergnes (Céline Dion, Lara Fabian) pour le single éponyme. Une tournée de showcases Cultura dans toute la France clôturée par deux concerts au Zèbre de Belleville à Paris permet de présenter cet EP.

### Siddhartha, l'opéra rock(2019)

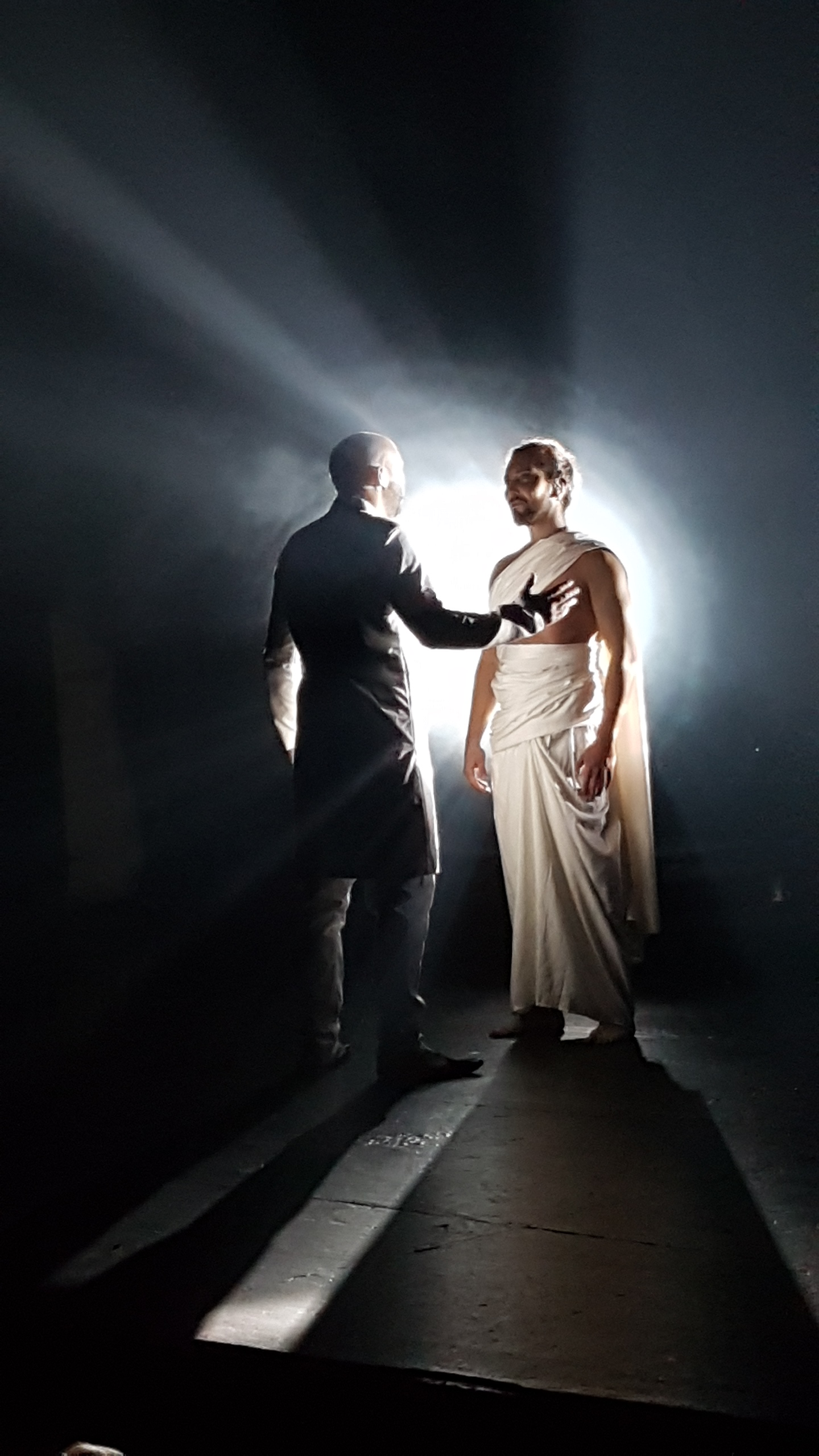
Inca dans Siddhartha (2019)

En 2019, il incarne le rôle tête d'affiche de Bouddha dans Siddhartha de David Clément-Bayard. Après une avant-première le 12 novembre 2019 au Scénéo de Longuenesse, les représentations ont lieu au Palais des Sports du 26 novembre 2019 au 5 janvier 2020,,. Inca prépare son rôle pendant deux ans en se rendant notamment en Inde et en recevant un enseignement bouddhiste dans un temple tibétain. « C’est un personnage qui me parle véritablement de par son côté rebelle, sa spiritualité et le fait qu’il ait pu apporter quelque chose au monde pour transformer l’humanité. » « J’ai en moi ce côté rebelle, révolutionnaire et rock'n roll. Je partage ce point commun avec Siddhartha car comment un prince qui est voué à devenir roi a pu carrément s’évader de son propre palais où il avait tout pour chercher la liberté et qui il était vraiment s’il n’avait pas été courageux et profondément rebelle. » Il interprète deux singles du spectacle : La vie m’attend et Seras-tu fier?. La presse salue le charisme du chanteur qui porte le spectacle et cette troupe de 35 chanteurs et acrobates. « Remarquable et évident Bouddha, sa voix – aux faux-airs de Balavoine – monte dans les aigus avec puissance et limpidité. [...] Charismatique, juste dans son interprétation, d’où se dégagent douceur et bonté, INCA, présent sur le plateau la quasi-totalité du show, le porte sur ses épaules et au bout de ses notes,. »

### Je me demande, EP (2022)

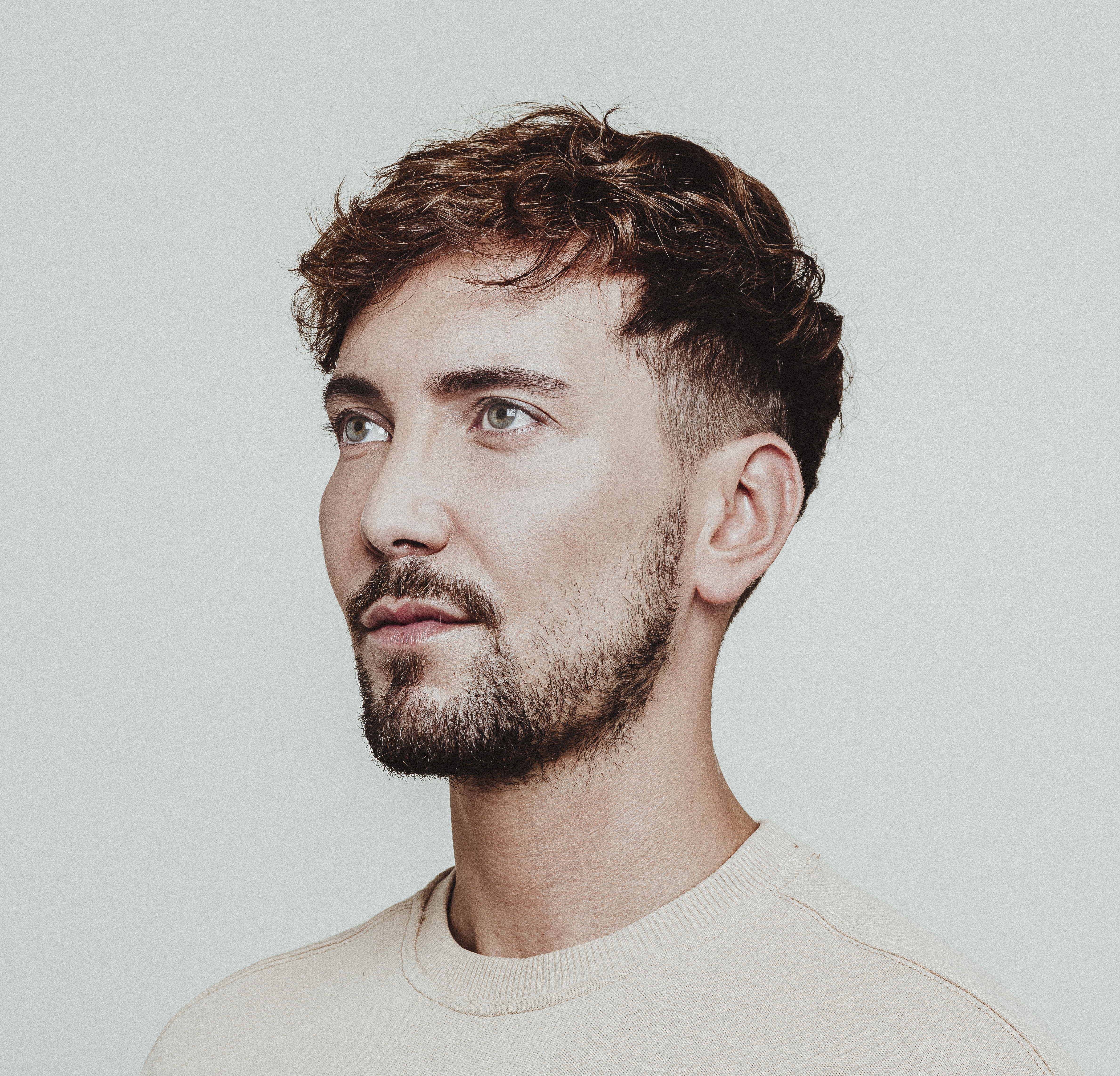
Fabien Incardona (2022)

En 2021, délaissant son pseudonyme INCA, Fabien Incardona sort les singles Je suis un chat et Je me demande, extraits de son 3e EP Je me demande sorti en 2022. L'album propose 6 chansons plus pop/électro arrangées par Igor Bolender (Jeanne Mas, Dave Stewart[Lequel ?], Johnny Hallyday).

## Style musical
Fabien Incardona grandit en écoutant de la variété française comme Michel Berger, France Gall, Céline Dion, Dalida, Daniel Balavoine puis se tourne vers The Doors, Queen, Dépêche Mode qui l'inspirent aussi en tant que showman,. Ses passions comme les voyages et l'écologie sont les principales sources d'inspiration de ses textes. « Je suis écorché vif de mes rêves et quand je me donne, je me donne à fond. Être artiste, c’est tout une vie où l’on œuvre pour son art. [...] Il n’y a pas de petits ou de grands rêves et il faut se battre pour les réaliser. »

## Discographie

### Albums
- 2013 : Dust to Rise avec le groupe Gravity off, EP
- 2014 : Change, EP
- 2017 : Je vivrai
- 2018 : Je me sens vivant, EP
- 2022 : Je me demande, EP
- 2023 : Incantation

### Singles
- 2014 : Ce que nous sommes
- 2018 : Je me sens vivant
- 2021 : Je suis un chat
- 2021 : Je me demande
- 2023 : SHIVA

### Participations
- 2015 : La Légende du roi Arthur
- 2019 : Siddhartha, l'opéra rock

## Comédies musicales
- 2001 : Roméo et Juliette, les enfants de Vérone de Gérard Presgurvic, mes Redha - Asie, Palais des Congrès de Paris
- 2015-2016 : La Légende du roi Arthur de Dove Attia - Palais des Congrès de Paris, tournée
- 2019-2020 : Siddhartha, l'opéra rock de David Clément-Bayard, mes Magda Hadnagy - Palais des Sports

## Distinction

### Nomination
- NRJ Music Awards 2015 : Groupe / duo / troupe / collectif francophone de l'année pour La Légende du roi Arthur